# Illgau
Illgau is een gemeente en plaats in het Zwitserse kanton Schwyz, en maakt deel uit van het district Schwyz.
Illgau telt 801 inwoners.